# Азиатски бразилци
| Раса                           | Процент (%) | Процент (%) |
| Раса                           | 2000        | 2008        |
| ------------------------------ | ----------- | ----------- |
| Бели (Brancos)                 | 53,7%       | 48,4%       |
| Чернокожи (Pretos)             | 6,2%        | 6,8%        |
| Със смесена раса (Pardos)      | 38,5%       | 43,8%       |
| Азиатци (Amarelos)             | 0,4%        | 0,6%        |
| Коренно население (Ameríndios) | 0,4%        | 0,3%        |
| Недекларирали                  | 0,7%        | 0,1%        |

Азиатски бразилци е една от петте расови категории, използвани от бразилската статистика, която обхваща главно хора с произход от Източна Азия. Към 2008 година азиатските бразилци наброяват около 1,1 милиона души или 0,6% от населението на страната.